# Gloeiige

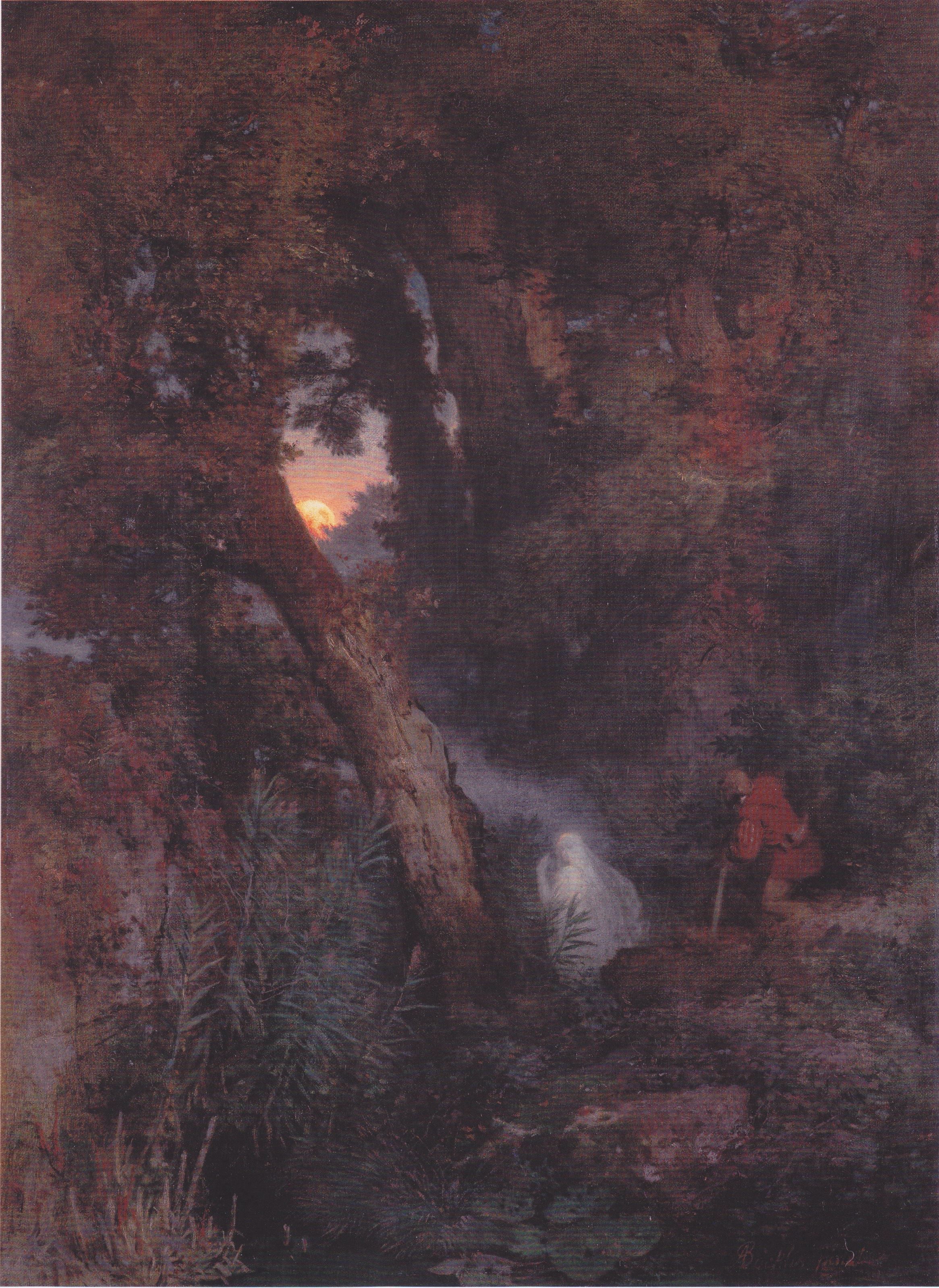
Das Irrlicht, Arnold Böcklin, 1882

De gloeiige is een geest of spookverschijning uit het volksgeloof die in diverse sagen voorkomt. Het was volgens de volksverhalen een gedaante die 's nachts werd waargenomen in moerassen en drassige heidevelden. Een gloeiige wordt ook wel vuurman genoemd, ook is er sprake van vuurballen.
Er bestaan vele sagen hieromtrent, waarvan veel uit het Maasland en de Kempen. Volgens de verhalen is de gloeiige soms een vervloekte dief of (Engelse) soldaat die iemand vermoord heeft. Ook andere personen die een moord begingen, worden genoemd. Ook een boer die gefraudeerd had met grenspalen (en soms bij het getuigen daarover meineed had begaan), wordt soms ten tonele gevoerd.
Na de dood moeten de gloeiigen rondspoken en doen ze pogingen om hun fout te herstellen om rust te krijgen.
De verklaring van deze waarnemingen wordt doorgaans gezocht in moerasgassen die licht uitstralen, dan wel in wolken glimwormpjes.

## Voorbeelden
- In Vierlingsbeek verscheen een vuurman bij het Stekmansbos, hij vergezelde je tot de Haagse Hoeve. Het bos bij landgoed De Hattert zou op oneerlijke manier verkregen zijn. Toen het bos aan de gemeente werd geschonken, is de vuurman nooit teruggekomen.
- In Gemert kwam een goedgeklede gloeiige op de Heimweg vaak meerijden op een kar van een man, de gloeiige had een mooie mantel met gouden gespen aan zijn schoenen. Er wordt verteld dat de gloeiige een stok gesneden heeft, wat in zijn tijd verboden was. Op een dag keek de gloeiige door de voordeur bij iemand naar binnen en de bewoner ging door de achterdeur naar buiten om de paters Capucijnen om hulp te vragen. De gloeiige is niet weer gezien.
- Tussen Gemert en Boxtel verschijnt elke nacht een gloeiende bol op de plek waar een moord is gepleegd.
- In Boxtel liep tussen twaalf en een (het spookuur) een man in een hel licht in het Meulenbroek. Hij draagt een grenspaal op zijn rug en roept altijd: waar zal ik hem laten. Een dronkaard zegt op een dag dat hij hem moet plaatsen, waar hij hem vandaan heeft gehaald. De geest is nooit meer gezien.
- Glüenden Gerrit van de Woeste Hoeve
- Dove Wander uit Drenthe
- Van gloeiende kerels en kerkekruiers
- De vonkende vuurman, een Suske-en-Wiskeverhaal dat zich afspeelt in Turnhout. Daar spookt een man met een grenspaal rond zoals in het Boxtelse verhaal. Hij zal pas rust vinden als de paal weer op de goede plaats staat.
- Kruis op de Eikelhof
- In Okkenbroek dansen katten rond een gloeiende paal (zie ook heksenkring). Men kan ook geld en kettingen horen.
- In Groningen zijn de glende kerels (gloeiende kerels)[1] bekend. Deze staan, net als de Oostenrijkse feurige Männer, ook bekend als dwaallicht.